# Dolce fine giornata. Original Soundtrack
Dolce fine giornata (Słodki koniec dnia) - Original Soundtrack – album z muzyką do filmu Jacka Borcucha skomponowaną i wykonaną przez Daniela Blooma z pomocą Leszka Możdżera. Został wydany 10 maja 2019 przez Warner Music Poland. Płyta uzyskała nominację do Fryderyka 2020 w kategorii «Album Roku Muzyka Ilustracyjna».

## Lista utworów
| Nr  | Tytuł utworu    | Długość |
| --- | --------------- | ------- |
| 1.  | „Fishermen”     | 1:54    |
| 2.  | „Night Theme”   | 1:48    |
| 3.  | „Family Theme”  | 3:04    |
| 4.  | „Poetessa”      | 4:25    |
| 5.  | „Nazeer's Club” | 3:16    |
| 6.  | „Volterra”      | 2:02    |
| 7.  | „New Porshe”    | 3:45    |
| 8.  | „Montegemoli”   | 1:54    |
| 9.  | „Commissario”   | 3:23    |
| 10. | „Malak”         | 2:07    |
| 11. | „Sea Theme”     | 2:09    |
| 12. | „The Cage”      | 4:18    |
| 13. | „Unthinkable”   | 4:28    |
|     |                 | 38:33   |